# شمس حاجيان
شمس حاجيان هي قرية في مقاطعة أرومية، إيران. يقدر عدد سكانها بـ 489 نسمة بحسب إحصاء 2016.